# Powiat Schwetz
Powiat Schwetz, Powiat Schwetz (Westpr.), Powiat Schwetz (Westpreußen) (niem. Landkreis Schwetz, Kreis Schwetz, od 1942 Landkreis Schwetz (Westpr.), Landkreis Schwetz (Westpreußen); pol. powiat świecki) – dawny powiat na terenie Prus istniejący od 1818 do 1920. Należał do rejencji kwidzyńskiej, w prowincji Prusy Zachodnie. Siedzibą powiatu było miasto Świecie (niem. Schwetz).

## Historia
Powiat powstał 1 kwietnia 1818 r. Od 3 grudnia 1829 do 1878 należał do prowincji Prusy. W latach 1920–1939 po ustaleniach traktatu wersalskiego powiat należał do Polski. W latach 1939–1945 należał do rejencji bydgoskiej w okręgu Gdańsk-Prusy Zachodnie.
W 1910 na terenie powiatu znajdowały się dwa miasta:
- Nowe (niem. Neuenburg)
- Świecie (niem. Schwetz)

oraz 229 innych gmin.